# Paper Rex

Paper Rex（ペーパー・レックス、略称：PRX）は、シンガポールに本拠を置くプロeスポーツ組織。2020年1月1日に発足。

## VALORANT部門における歴史

### 2020年
7月20日、Retla、JdFaker、Brxndon、pndmonia、Egoistを迎え入れ、VALORANT部門を設立。初出場の大会であるBRSG Valorant Community Circuit 2020 Julyにて2位という結果を残す。
8月17日から08月23日に開催されたCyber Games Arena Pacific Openにて初の国際大会出場、結果は1勝するものの、プレイオフには進出できずに敗退。
11月16日、大規模なロースター変更を発表、Retlaのみが残留し、benaf、FANEが新規加入、calel、Moosey、Shibaをトライアルとして迎えいれ、初の公式大会となるFirst Strikeの予選を突破したものの、チームメンバーの一部に不正疑惑が浮上、この事件をうけ、Paper RexはFirst Strike Malaysia & Singaporeの出場を辞退することとなった。

### 2021年
2月8日、ロースター変更を発表、CS:GO部門から移籍してきたメンバーを加え、Tommy、Mindfreak、f0rsaken、Benkai、d4v41、Retlaの6人体制となり、alecksをコーチとして迎え再出発することとなった。
4月20日、学業に専念する為ベンチ入りしていたRetlaが、別の名前を使い、他のチームの選手としてVCT Stage 2 - Challengers 2 (MY/SG) Open qualifiersに参加していたことがRiot Gamesの調査により発覚、これに伴い、Retlaは1年間の出場禁止処分を受け、チームを脱退する事になった。
5月20日、Tommyが脱退、その翌日に昨年トライアウトを受けたShibaが正式に加入する事となった。
8月13日から8月22日に行われたVALORANT Champions Tour 2021: Southeast Asia Stage 3 Challengers Playoffsにて2位に入賞、Paper Rexにとって初の公式オフライン国際大会であるVALORANT Champions Tour 2021: Stage 3 Masters - Berlinへの出場権を獲得するも、結果は13位～15位に終わってしまう。
9月28日、Team SMGからJingggが移籍、その後開催された初のコミュニティー大会にて優勝。
10月11日から17日にかけて開催されたVALORANT Champions Tour 2021: APAC Last Chance Qualifierに出場。新メンバーでの初の公式大会であったが、結果は5位～6位となった。

### 2022年
2月9日、元メンバーのJdFakerがTeam SMGからマネージャーとして移籍する
3月27日に行われたVALORANT Champions Tour 2022: APAC Stage 1 Challengers決勝戦にてタイ王国のチームであるXERXIA
相手に3-2で勝利を収め、念願の東南アジア1位となり、VALORANT Champions Tour 2022: Stage 1 Masters - Reykjavíkへの出場権を得る。
4月10日から24日に開催されたVALORANT Champions Tour 2022: Stage 1 Masters - Reykjavíkに出場、ローワーブラケットにて日本代表であるZETA DIVISIONと対決するも敗北、結果はZETAに次ぎ4位となった。
6月26日に行われたVALORANT Champions Tour 2022: APAC Stage 2 Challengers決勝戦にて再びXERXIAと再戦する、結果は3-0と圧勝し、VALORANT Champions Tour 2022: Stage 2 Masters - Copenhagenへの出場権と同時に、Paper Rexにとって初のChampionsであるVALORANT Champions 2022への出場権を得る。
7月10日から7月24日にかけて開催されたVALORANT Champions Tour 2022: Stage 2 Masters - Copenhagenにて決勝戦に進出、ヨーロッパ1位であるFun Plus Phoenixと対決するも2-3で敗北、惜しくも優勝を逃してしまう。
10月22日、タイのストリーマーCGRSが6人目のロースターとして移籍。

### 2023年
2月13日～3月4日にかけて行われたVALORANT Champions Tour 2023: LOCK//IN - São Pauloに出場するも、17位～32位に終わった。
3月21日、日本のSengoku Gamingからsomethingが移籍。
3月25日～5月28日にかけて、ソウルで行われたVALORANT Champions Tour 2023: Pacificに出場。5月28日に行われた決勝戦にて韓国代表DRXを下し、アジア王者となる。
6月4日、2021年からメインロースターとして活動してきたBenkaiがベンチ入り。
6月11日～25日にかけて開催されたVALORANT Champions Tour 2023: Masters - Tokyoに出場。メインロースターのsomethingがビザの問題で出場できず、代役としてCGRSが出場した。結果はアメリカのEvil Geniusesに敗れ3位だった。
8月7日～27日にかけてVALORANT Champions Tour 2023 Champions: Los Angelesに出場。チームとして、またアジアのチームとして2度目の世界大会決勝へ進出したが、再びEvil Geniusesに敗れ、準優勝に終わった。